# Светосила
Светоси́ла — величина, характеризующая светопропускание оптической системы, то есть соотношение освещённости действительного изображения, даваемого ей в фокальной плоскости, и исходной яркости отображаемого объекта. Светосила пропорциональна квадрату относительного отверстия оптической системы и определяет её световую эффективность.

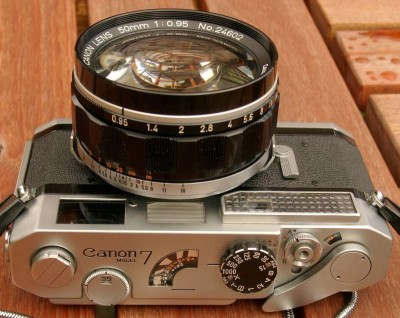
Сверхсветосильный объектив «Canon 50 мм f/0,95»

В практической фотографии и кинематографе используется упрощённое обиходное понятие светосилы объектива, которой называют максимальное относительное отверстие, получаемое при полностью открытой диафрагме, и при котором достижимо наибольшее светопропускание объектива. Квадратичная зависимость при этом не принимается во внимание, поскольку автоматически учитывается в экспонометрических расчётах. Таким образом, объектив с максимальным относительным отверстием f/2,0 светосильнее объектива f/4,5.

## Геометрическая светосила
Принято различать геометрическую и эффективную светосилу, которые пропорциональны квадратам геометрического и эффективного относительных отверстий. Геометрическая светосила {\displaystyle Q_{g}} может быть вычислена с помощью выражения:
{\displaystyle Q_{g}=\left({\frac {D}{f'}}\right)^{2}},
где {\displaystyle D} диаметр входного зрачка, а {\displaystyle f'} — заднее фокусное расстояние.

Светосила любой оптической системы имеет теоретический предел, определяемый волновыми свойствами света. Он вычисляется при помощи математической зависимости:
{\displaystyle N_{\text{min}}={\frac {1}{2\;\mathrm {NA} _{\text{max}}}}={\frac {1}{2\,n\sin \theta }}}
где
- Nmin — минимально возможное диафрагменное число;
- NAmax — максимально возможная числовая апертура;
- n — коэффициент преломления среды, в которой находится объектив;
- θ — половина телесного угла светового пучка, строящего действительное изображение;

Учитывая, что коэффициент преломления воздуха близок к единице, максимально достижимое относительное отверстие любой оптической системы не может превышать f/0,5 или 2:1. Соответственно, максимально достижимая светосила, равная квадрату этой величины, не превышает значения 4:1.

## Эффективная светосила
Геометрическая светосила характеризует светопропускание объектива лишь отчасти, поскольку не учитывает прозрачность его линз. При прохождении светового потока через объектив часть его поглощается массой стекла, а часть отражается и рассеивается поверхностью линз и оправы, поэтому световой поток доходит до светочувствительного элемента ослабленным. Светосила, учитывающая коэффициент пропускания объектива, называется эффективной светосилой (в некоторых источниках — физической светосилой). Эффективная светосила всегда ниже геометрической.
Эффективная светосила {\displaystyle Q_{e}}, как было сказано выше, определяет отношение освещённости {\displaystyle E} изображения к яркости {\displaystyle B} объекта съёмки:
{\displaystyle Q_{e}={E \over B}=\tau \left({\frac {D}{f'}}\right)^{2}},
где {\displaystyle \tau } — коэффициент светопропускания системы.
В современной оптике для увеличения светопропускания используют просветление, снижающее световые потери. У непросветлённых объективов при прохождении света сквозь линзы световой поток ослабляется на 1 % на каждый сантиметр толщины стекла и на 5 % за счёт отражения лучей на каждой поверхности раздела воздух-стекло. Среднее значение коэффициента светопропускания у непросветлённых объективов составляет 0,65, а у просветлённых — 0,9. Световой поток, проходя через непросветлённый объектив, ослабляется в среднем примерно на 1/3. У просветлённых объективов световой поток ослабляется в среднем на 0,1, практически не влияя на экспозицию.
В сложных многолинзовых вариообъективах даже при наличии просветления потери возрастают, доводя разницу между геометрической и эффективной светосилой до величин, которые приходится учитывать. В киносъёмочной оптике, для которой разница между геометрической и эффективной светосилой может быть существенной, принято отдельное обозначение эффективных относительных отверстий в виде буквы «Т». Например Т1,3 свидетельствует об эффективном относительном отверстии объектива f/1,3 с соответствующей эффективной светосилой. В практическом кинематографе квадратичную зависимость светосилы от относительного отверстия опускают, называя эффективной светосилой максимальное эффективное относительное отверстие «Т».
На оправах фотообъективов указывается геометрическое максимальное относительное отверстие, характеризующее наибольшую геометрическую светосилу при том, что промежуточные значения диафрагмы маркируются в значениях эффективного относительного отверстия с учётом светопропускания стекла. На оправах современной киносъёмочной оптики, напротив, указываются эффективные относительные отверстия с дополнительным обозначением буквой «Т».

## Практическое значение светосилы
Светосила косвенно влияет на качество астрономических приборов, имеющих объектив: телескопов и астрографов. Её значение неразрывно связано с максимальной апертурой, от которой зависит минимальная светимость небесных тел, доступных для регистрации визуальным или фотографическим способами. Для ведения успешных наблюдений создаются оптические приборы с наибольшей возможной светосилой, позволяющие обнаруживать звёзды и их скопления на больших расстояниях. Для других приборов наблюдения светосила объектива определяет минимальную освещённость, при которой ещё можно различать видимые сквозь оптическую систему объекты.
В фотографии и кинематографе максимальная светосила не менее важна. От неё зависит минимальная выдержка, с которой возможна съёмка при конкретной освещённости сцены. Особенно важна светосила при видео- и киносъёмке, поскольку в этом случае максимальная выдержка не может быть длиннее, чем период съёмки одного кадрика, в отличие от фотографии, где экспонирование может продолжаться несколько секунд и даже минут. Тем не менее, в фотографии светосила объектива ограничивает минимальную освещённость, при которой ещё возможна съёмка на моментальных выдержках без штатива. Англоязычное название светосильного объектива fast lens (буквально — «быстрый объектив») подчёркивает его пригодность для съёмки быстродвижущихся объектов на коротких выдержках.
При максимальном относительном отверстии качество получаемого изображения хуже, чем при средних значениях диафрагмы, несмотря на совершенство конструкции объектива. Виньетирование достигает своих максимальных значений также при полной светосиле. Кроме того, глубина резкости при этом очень мала и недостаточна для резкого отображения объектов, протяжённых в глубину кадра. Более всего это заметно при съёмке с небольших дистанций, поэтому светосила макрообъективов часто сравнительно мала. Тем не менее, использование сверхсветосильных объективов с открытой диафрагмой позволяет получать в фотографии и кинематографе художественные эффекты, недоступные оптике с невысокой светосилой. Большое максимальное относительное отверстие характерно для портретных объективов, допускающих остаточную сферическую аберрацию и мягкий оптический рисунок.
В проекционных объективах величина светосилы определяет световую эффективность всего проектора и, в конечном итоге, яркость изображения на экране. Ненужность большой глубины резкости и небольшое угловое поле позволяют изготавливать большинство объективов для проекции плоских объектов достаточно светосильными.

## Классификация оптики по светосиле
Объективы с различным значением максимальной геометрической светосилы принято делить на несколько групп. Кроме обычной оптики с невысокой светосилой объективы могут быть светосильными и сверхсветосильными. В кинематографе к первым относят оптику с максимальным относительным отверстием выше f/2,8, а вторая группа начинается со значения f/1,5. В фотографии из-за более крупных размеров кадра сверхсветосильной считается оптика, начиная с f/2,0. Максимальное относительное отверстие лучших сверхсветосильных объективов приближаются к теоретическому пределу f/0,5 для съёмки в воздухе:

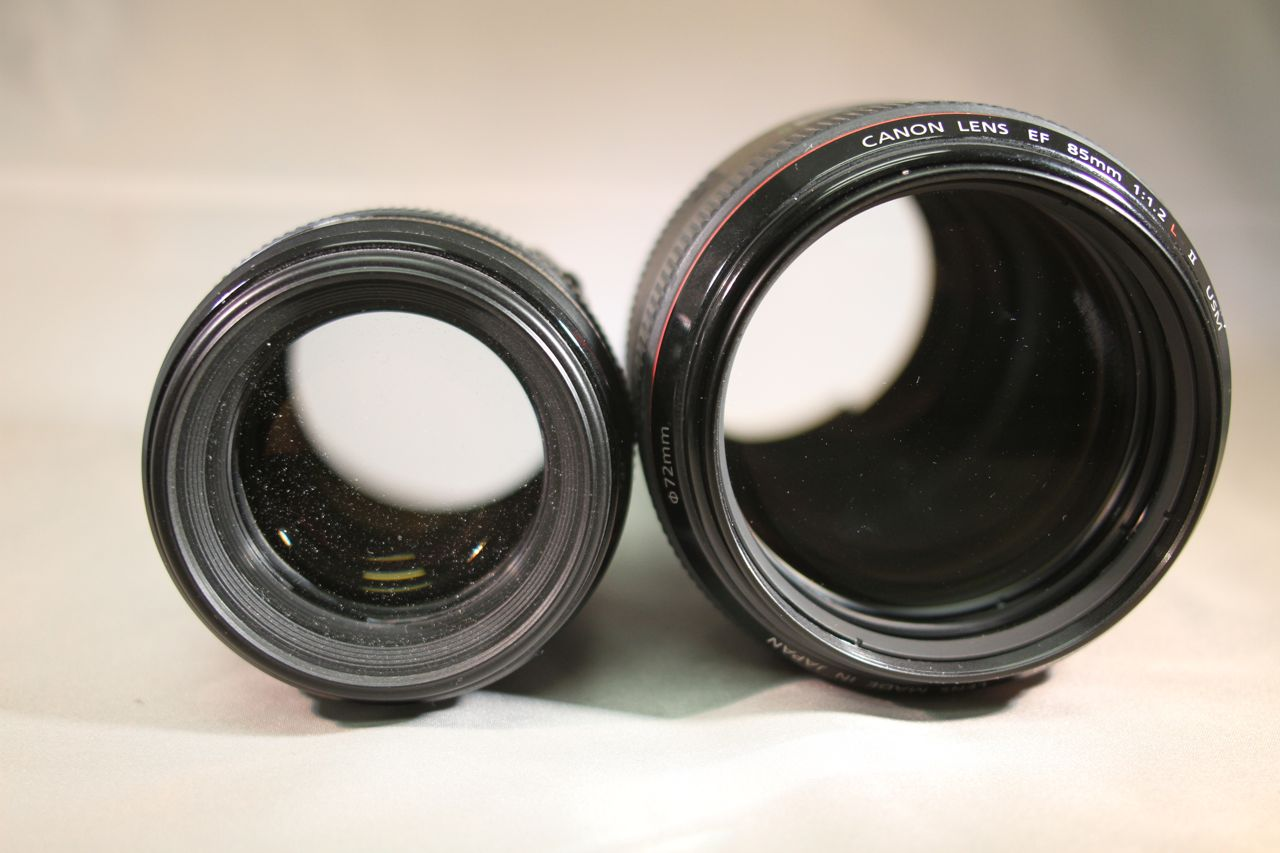
Два объектива с одинаковым фокусным расстоянием 85 мм, но разной светосилой: слева f/1,8; справа f/1,2. У более светосильного объектива диаметр линз больше

- Выставочный объектив Zeiss Super Q Gigantar 40/0,33 для фотоаппарата Contarex: 0,33[14][15];
- Зеркально-линзовый объектив «ЧВ» 20/0,5, разработанный ГОИ в 1948 году: 0,5[16][17][18];
- Военный объектив Signal Corps Engineering 33/0,6: 0,6;
- Объектив «Искра-3» 72/0,65, разработанный ГОИ: 0,65;
- Специальный объектив для космической программы НАСА Zeiss Planar 50/0,7: 0,7;
- Серийный объектив для фотосистемы Micro Four Thirds Handevision Ibelux: 0,85[19];
- Mitakon 50mm f/0.95 для байонета Sony E, Nikon Z-Mount, Micro Four Thirds, Canon RF и Canon EF[20];
- Leica Noctilux для дальномерного фотоаппарата: 0,95;
- Canon EF 50 мм для зеркальных фотоаппаратов Canon EOS: 1,0[21];
- Noct-Nikkor для зеркального фотоаппарата Nikon F2: 1,2;
- Штатные объективы 50 мм для зеркальных фотоаппаратов Canon, Nikon, Minolta и т. п.: 1,4;
- Объективы Zeiss Sonnar и их советский аналог Юпитер-3[22]: 1,5;

Для разных классов аппаратуры типичны следующие значения светосилы объектива:
- Профессиональные дискретные киносъёмочные объективы: T1,3—2,8;
- Проекционные объективы для кинопроекторов и диапроекторов: 1,0—2,8
- Вариообъективы для профессиональных видеокамер: 1,2—2,0;
- Объективы с постоянным фокусным расстоянием для зеркальных фотоаппаратов: 1,2—4,5;
- Профессиональные зум-объективы для зеркальных фотоаппаратов: 2,8—4,0;
- Бюджетные зум-объективы для зеркальных фотоаппаратов: 3,5—6,3;
- Цифровая или плёночная компактная камера: 3,5—8;
- Плёночная бокс-камера: 8—11;

Высокая светосила легко достигается в нормальных объективах при их небольших габаритах и сравнительно низкой себестоимости. При сохранении малых аберраций и высокого разрешения увеличение светосилы требует ограничения углового поля. Поэтому светосила широкоугольных объективов обычно ниже, а светосила длиннофокусных ограничена хроматической аберрацией, растущей пропорционально фокусному расстоянию и поддающейся устранению с большим трудом. Габариты светосильных широкоугольников и телеобъективов могут возрастать в несколько раз по сравнению с менее светосильными аналогами. В соответствии с принципом инвариантности оптических систем, произведение тангенса углового поля, квадратного корня фокусного расстояния и светосилы является константой для любых объективов-анастигматов при одинаковом уровне их оптического совершенства.
Высокая светосила требуется от объективов, предназначенных для изобразительной голографии. Это объясняется необходимостью сочетания широкого (150—200 мм) входного зрачка с большим угловым полем, которому соответствует короткое фокусное расстояние. Таким образом обеспечивается широкое поле зрения при сохранении многоракурсности. Так, светосила созданного в СССР голографического киносъёмочного объектива «ОКГ-2» при диаметре входного зрачка 200 мм и фокусном расстоянии 150 составляет f/0,75.